# Indolpium decolor
Indolpium decolor är en spindeldjursart som beskrevs av Beier 1953. Indolpium decolor ingår i släktet Indolpium och familjen Olpiidae. Inga underarter finns listade i Catalogue of Life.